# Boydton
Boydton è un comune degli Stati Uniti d'America, situato nello Stato della Virginia, nella contea di Mecklenburg, della quale è il capoluogo.